# Дунђер
Дунђер је назив за мајстора старог заната, који се може односити на зидара који гради куће „набијанице”, али и за мајсторе који су градили дрвене зграде.
Набијаница је кућа чији се зидови праве тако што се у дрвену оплату (слично као код бетонирања) набија земља. У Војводини се та земља меша са плевом да би после сушења била компактнија. Зидови су дебели по пола метра. У набијаницама је лети хладовина, а зими топло. Али пошто не постоји изолација у односу на земљу, зидови су увек при дну влажни.
Дрвене зграде су карактеристичне за планинске крајеве, грађене на темељима од камена.
С обзиром да не ради посебно прецизан посао, реч „дунђер“ се данас користи и у погрдном смислу за непрецизан, па и неквалитетан рад.